# Малая Кузъелга
Малая Кузъелга — река на Южном Урале в Башкортостане. Левый приток Большой Кузъелги.
Длина реки составляет 11 км. Протекает в лесах Южно-Уральского природного заповедника по территории Белорецкого района и городского округа Межгорье. Берёт начало в 1,7 км к юго-юго-западу от вершины горы Калпак и в 10 км к юго-востоку от Межгорья. Течёт на северо-запад, впадает в Большую Кузъелгу в черте города по левому берегу в 2,4 км от её устья.
Имеется мост через реку на Белорецком тракте в городе и железнодорожный мост в среднем течении.

## Данные водного реестра
По данным государственного водного реестра России относится к Камскому бассейновому округу, водохозяйственный участок реки — Сим от истока и до устья, речной подбассейн реки — Белая. Речной бассейн реки — Кама.
Код объекта в государственном водном реестре — 10010200612111100019645.